# Oleh Psiuk
Oleh Románovich Psiuk (en ucraniano Псюк Олег Романович; Kálush, 1994) es un artista ucraniano, especializado en música rap. Desde 2019 es el fundador y líder de la banda Kalush, representante de Ucrania y vencedora del Festival de la Canción de Eurovisión 2022.

## Biografía

### Orígenes
Oleg Psyuk nació el 16 de mayo de 1994 en la ciudad de Kalush, región de Ivano-Frankivsk, en una familia de clase trabajadora compuesta por un ingeniero mecánico y una vendedora. Estudió en la Universidad Nacional Forestal de Ucrania de Leópolis.
En una entrevista con la publicación de negocios Forbes, el rapero ucraniano compartió que su sueño de la infancia era grabar con el ícono del hip-hop estadounidense Eminem. Inició su carrera musical con el nombre artístico de Dog Son.

### Kalush
Kalush se formó en 2019 y lleva el nombre de la ciudad natal de Psiuk, Kalush, situada en el Óblast de Ivano-Frankivsk. El primer vídeo musical de la banda para la canción "Ne marynui" (Не маринуй) fue lanzado en su canal oficial de YouTube el 17 de octubre de 2019. Su director, Delta Arthur, es el director de muchos de los vídeos de la rapera ucraniana Alyona Alyona. Este fue filmado en las calles de Kalush, y en la víspera de su lanzamiento, Alyona Alyona lo anunció en su cuenta de Instagram.

### Eurovisión e invasión rusa
En 2021, Kalush anunció el lanzamiento de un proyecto paralelo, Kalush Orchestra. A diferencia de la banda principal, Kalush Orchestra se enfoca en el rap con motivos folclóricos y música tradicional ucraniana. Para ello, a los miembros principales de Kalush se unieron los multiinstrumentistas Tymofii Muzychuk y Vitalii Duzhyk.
Poco después, se produjo la invasión rusa de Ucrania de 2022. Afectados por el conflicto, Psiuk y el resto del grupo quedaron atrapados en el país. Oleg Psiuk dirigió un grupo de 20 personas dedicado a ayudar a civiles, mientras que otros se integraron en las Fuerzas de Defensa Territorial de Ucrania. Finalmente, los integrantes de Kalush Orchestra lograron salir del país y confirmar su participación en el evento. Su canción «Stefania», que en un principio Psiuk anunció que estaba dedicada a su madre, se convirtió en un símbolo del pueblo ucraniano, adquiriendo un nuevo significado como homenaje a la madre patria y a las madres que habían perdido a sus hijos en el conflicto.